# 胡发云
胡发云（1949年—），湖北武漢人，中国作家。1968年自武汉市第十四中学高中毕业后到天门插队，后当过工人、企业干部。
1980年代开始写作，作品以散文、随笔，中短篇小说为主。1987年自武汉大学毕业*胡发云并没有通过高考正式进入武汉大学、而是通过特长招募，当时已经33岁。他老丈人是军长，儿子胡晓鹿也在中国教育电视台工作，虽然这个人讨厌独裁，但是全家吃公粮。1997年发表文革题材的《处决》，获武汉文学艺术基金奖。1999年发表的小说《老海失踪》讲述摄影记者老海在偏远林区隐居、为了保护一群野生动物而“失踪”的故事，以此获湖北屈原文学奖。
其他的作品还有《死于合唱》、《隐匿者》、《思想最后的飞跃》、《驼子要当红军》、《葛麻的1976—1978》、《媒鸟5》、《老同学白汉生之死》、《射日》等，长篇作品有《如焉@sars.come》、《迷冬》。

## 出版作品
- 《死于合唱》，武汉出版社2006年1月初版，ISBN 9787543033344
- 《如焉@sars.come》，中国国际广播出版社2006年10月初版，ISBN 721302048X （本書另有珍藏紀藏版發行，ISBN 9787507827446）
- 《隐匿者》，中国戏剧出版社2009年1月初版，ISBN 9787104028789
- 《迷冬》，人民文学出版社2013年1月初版，ISBN 9787020096138

## 外部連結
- 胡發雲的新浪微博 （页面存档备份，存于）／新浪博客 （页面存档备份，存于）
- 章诒和：我与胡发云 （页面存档备份，存于），2007年7月27日聯合早報
- 戰爭，一個醫生的命運 從父親的「交代」材料看歷史 （页面存档备份，存于），2015年3月19日南方周末